# Плесков, Юрий Викторович
Плесков Юрий Викторович (р. 1933) — советский и российский учёный электрохимик. Доктор химических наук, профессор. Главный научный сотрудник Института электрохимии им. А. Н. Фрумкина Российской академии наук.

## Научная деятельность
Юрий Плесков является автором свыше 250 научных статей, обзоров, авторских свидетельств, зарегистрированного открытия и пяти монографий, изданных в СССР, США, ФРГ, Китае и Польше.

### Области научных интересов
- Электрохимия полупроводников
- Фотоэлектрохимия, фотоэлектрохимическое преобразование солнечной энергии
- Электрохимия алмаза (основатель данного направления современной электрохимии)

### Книги
- Плесков Ю. В., Мямлин В. А. «Электрохимия полупроводников». Москва, Наука, 1965
- Плесков Ю. В., Филиновский В. Ю. «Вращающийся дисковый электрод». Москва, Наука, 1972
- Бродский А. М., Гуревич Ю. Я., Плесков Ю. В., Ротенберг З. А.	«Современная фотоэлектрохимия». Москва, Наука, 1974
- Гуревич Ю. Я., Плесков Ю. В. «Фотоэлектрохимия полупроводников». Москва, Наука, 1983
- Плесков Ю. В. «Фотоэлектрохимическое преобразование солнечной энергии». Москва, Химия, 1990. ISBN 5-7245-0570-3
- Плесков Ю. В. «Электрохимия алмаза».  Москва, УРСС, 2003.  ISBN 5-354-00158-7

### Статьи в научных журналах
- Статьи в журнале «Успехи химии» РАН (недоступная ссылка)